# Obertura Réti
L'obertura Réti és una obertura d'escacs hipermoderna, classificada com a obertura de flanc, el mètode tradicional o clàssic de la qual comença amb els moviments:
1.Cf3 d5
2.c4
Les blanques planegen de situar el peó-d5 sota atac des del flanc, o provocar-lo per tal que avanci a d4 i poder-lo minar més tard. El blanc associarà aquest pla amb un fianchetto al flanc de rei (g3 i Ag2) per crear pressió sobre les caselles clares del centre.
L'obertura té aquest nom en honor de Richard Réti (1889-1929), un Gran Mestre sense el títol de Txecoslovàquia. L'obertura és en l'esperit del moviment de hipermodernisme que Réti defensava, amb el centre que essent dominat des dels flancs més que no pas per ocupació directa.
1.Cf3 desenvolupa el cavall a una bona casella, es prepara per a un ràpid enroc, i impedeix a les negres d'ocupar el centre amb 1...e5. El blanc manté la flexibilitat sense comprometre's a una particular estructura de peons, mentre espera a veure què farà el negre. Però la Réti no s'hauria de considerar com una seqüència d'obertura única, i naturalment no com un moviment d'obertura únic, sinó com un complex amb moltes variants que comparteixen temes comuns.
A l'Enciclopèdia d'Obertures d'Escacs (ECO), la Réti es classifica amb els codis A04–A09.
|  |

## Història

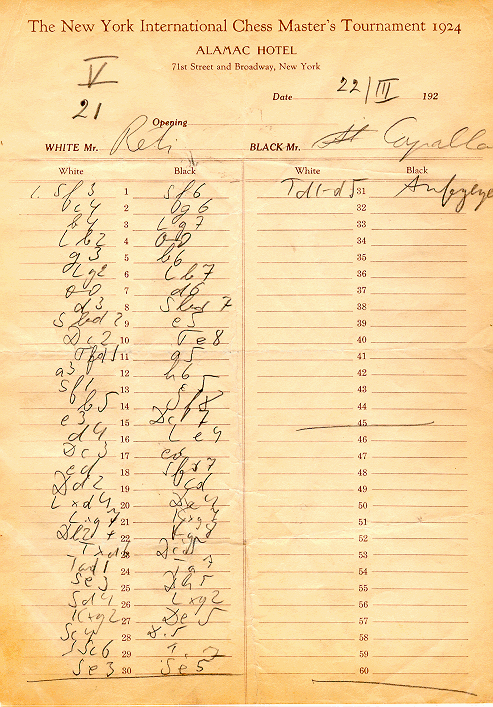
Planella de Réti-Capablanca, Nova York 1924

Segons Réti l'obertura s'introduí en el joc magistral en la primera part de 1923. Réti va fer servir l'obertura per derrotar José Raúl Capablanca, el Campió del món regnant, en una partida del Torneig de Nova York de 1924. Aleksandr Alekhin jugava la Réti durant els anys 1920, però en aquell temps gairebé qualsevol partida que comencés amb Cf3 i c4 per les blanques era considerava que una Réti. Réti popularitzà aquests moviments en contra de totes les defenses, en l'esperit de l'hipermodernisme, i mentre l'obertura s'anava desenvolupant, guanyava estructura i una distinció més clara entre aquesta i les altres obertures.
Hans Kmoch anomenà el sistema d'atac emprat per Réti a la partida Réti-Rubinstein, Carlsbad 1923," l'obertura Réti" o "el sistema Réti". Savielly Tartakower anomenà l'obertura com a la "Réti-Zukertort", i deia d'1.Cf3: "Una obertura del passat, que es convertí, cap a 1923, en l'obertura del futur".

## Mètode clàssic (2. c4)
En temps moderns la Réti es refereix només a la configuració Cf3 i c4 per a les blanques, amb ...d5 per a les negres, quan les blanques fianqueten com a mínim un alfil, i no juguen d4 aviat.
Després de 2.c4 (Codi ECO A09), les respostes de les negres són:
- 2... e6 o 2... c6 (mantenint el punt d5)
- 2... dxc4 (abandonant el punt d5)
- 2... d4 (empenyent el peó)

Si les negres prenen el peó, llavors de la mateixa manera com al gambit de dama acceptat, 3.e3 o 3.e4 recuperen el peó amb un avantatge lleuger de les blanques, mentre les negres queden amb un cert retard en el desenvolupament. 3.Ca3 i 3.Da4+ són també bones, i comunament jugades. Aquesta varietat d'opcions blanques limita la popularitat de 2...dxc4.

## Transposicions després de 1.Cf3
Segons ChessBase, d'entre els vint moviments d'obertura possibles 1.Cf3 és el tercer en popularitat. 1.Cf3 és abundant en possibilitats transposicionals, així és incorrecte inferir que qualsevol partida que comenci amb aquest moviment és un exemple de l'obertura Réti. Per exemple:
- 1.Cf3 d5 2.c4 e6 3.d4 Cf6 4.Cc3 és el gambit de dama refusat.
- Un d4 primerenc per les blanques també pot transposar a l'obertura catalana o a la defensa Neogrünfeld,[5] o bé a una obertura de peó de dama com ara l'índia de rei (on les blanques ja no tenen l'opció de jugar Cge2, excloent la possibilitat, per exemple, de muntar el Sistema Sämisch de l'índia de rei.
- 2.g3 (A07) s'ha fet més popular en aquests darrers anys i és referit com el mètode modern, amb les blanques proposant un ràpid fianchetto de l'alfil de rei, encara que això sovint transposa a l'atac indi de rei (A08).
- Un c4 aviat de les blanques també pot portar a l'obertura anglesa.
- Es pot arribar fins i tot a la defensa siciliana si el joc continua 1...c5 2.e4.

Potser la resposta més comuna últimament és la simètrica 1...Cf6, després de la qual les transposicions a unes altres obertures són freqüents.